# Piromania

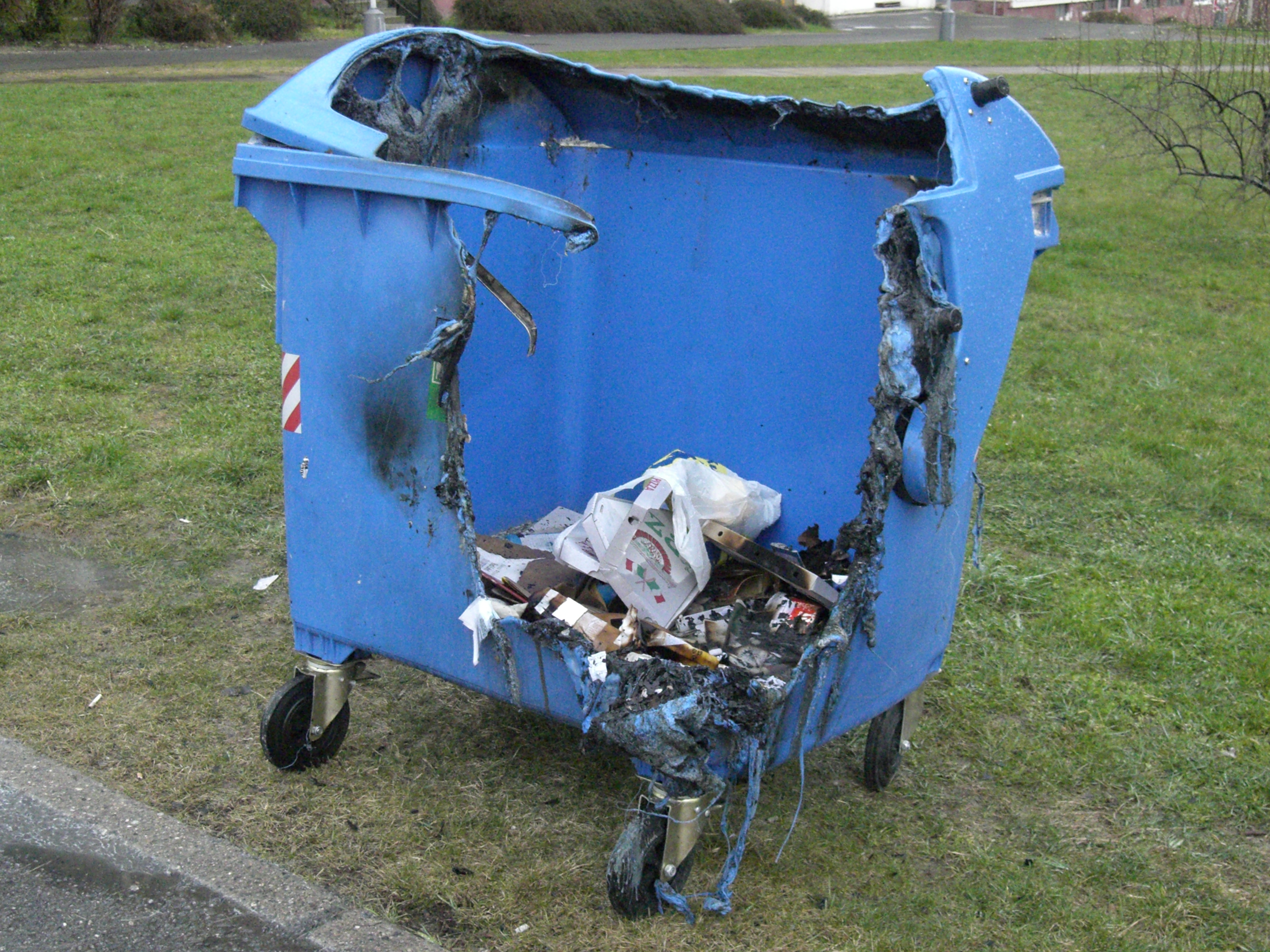
Um possível ato piromaníaco

Piromania, para a psiquiatria, consiste no desejo mórbido e incontrolável de provocar incêndios, queimar ou atear fogo às coisas ou pessoas.
A piromania é definida como o comportamento repetitivo de atear fogo de forma proposital e intencional. É um transtorno pouco conhecido e há até mesmo quem questione se de fato é um transtorno mental. Para se realizar esse diagnóstico é necessário que outros sintomas como esquizofrenia, mania bipolar, personalidade anti-social devem estar incluídos. O número de atos incendiários não é importante, basta um para se fazer o diagnóstico, desde que preencha os critérios.
A maior parte dos comportamentos incendiários ocorre principalmente durante a adolescência, cerca de 40% das pessoas detidas nos E.U.A. por provocarem incêndios são menores de 18 anos. Durante a infância, a piromania é raramente encontrada. A conduta incendiária nas crianças é geralmente associada com o transtorno da conduta, o transtorno de ajustamento ou o transtorno de déficit de atenção/hiperatividade.
Assim como na cleptomania e na tricotilomania, o indivíduo com piromania, o pirômano,   experimenta uma forte excitação nos momentos que antecedem o ato de incendiar um objeto, demonstra uma fascinação pelo fogo, curiosidade e atração pelas circunstâncias relacionadas ao fogo. Para realizar esse diagnóstico devem ser descartados outros motivos de incêndio como motivações monetárias, político-ideológicas, expressão de raiva. Ao contrário a motivação deve ser prazer e busca de gratificação. O transtorno é conhecido popularmente como "Síndrome de Jomeri", que foi um antigo psicólogo que estudou mais sobre o problema e deu origem a todos os recentes estudos e tratamentos.